# God Only Knows
«God Only Knows» (рус. Только Богу известно) — песня американской группы Beach Boys в вышедшем в мае 1966 года альбоме Pet Sounds.
Через два месяца, 11 июля 1966 года, в США была издана на стороне Б сингла «Wouldn’t It Be Nice». (Хотя в других странах стороны были поменяны местами.)
По мнению историка Джона Роберта Грина, песня «God Only Knows» имела историческое значение — вследствие её появления любовная песня была изобретена заново.
В 2004 году журнал Rolling Stone поместил песню «God Only Knows» в исполнении группы The Beach Boys на 25 место своего списка «500 величайших песен всех времён»
В 2014 году песня «God Only Knows» заняла 14-е место в списке «500 величайших песен всех времён» британского музыкального журнала New Musical Express.
Также песня «God Only Knows» в исполнении Beach Boys вместе с ещё четырьмя их песнями — «California Girls», «Don’t Worry Baby», «Good Vibrations» и «Surfin’ U.S.A.» — входит в составленный Залом славы рок-н-ролла список 500 Songs That Shaped Rock and Roll.
Кроме того, песня, в частности, вошла (опять же в оригинальном исполнении группы Beach Boys) в составленный журналом «Тайм» в 2011 году список All-TIME 100 Songs (список 100 лучших песен с момента основания в 1923 году журнала «Тайм»).

## Чарты
| Чарт (1966)                       | Наив. поз. |
| --------------------------------- | ---------- |
| Австралия (Go-Set)                | 17         |
| Норвегия (VG-lista)               | 6          |
| Великобритания (UK Singles Chart) | 2          |
| США (Billboard Hot 100)           | 39         |

## Версия BBC Music
7 октября 2014 года британская телерадиокорпорация BBC в ознаменование запуска проекта BBC Music показала на своих теле- и радиоканалах видеозапись исполнения кавер-версии песни «God Only Knows» группой известнейших певцов и музыкантов (в числе которых был и сам Брайан Уилсон).
На следующий день, 8 октября 2014 года, запись была издана как благотворительный сингл в пользу кампании Children in Need 2014.

### Чарты
| Чарт (2014)                     | Наив. поз. |
| ------------------------------- | ---------- |
| Ирландия (IRMA)                 | 77         |
| Израиль (Media Forest)          | 10         |
| Шотландия (OCC Scotland)        | 18         |
| Великобритания (OCC UK Singles) | 20         |